# الجمعية الوطنية لتعزيز تقبل البدناء
الجمعية الوطنية لتعزيز تقدم الدهون (NAAFA) هي منظمة مدنية ليس لها أي هدف مادي في الولايات المتحدة مكرسة لتحسين وتعديل حياة الأشخاص البدناء (أي الذين يعانون من السمنة المفرطة). تعمل (NAAFA) على دعم وتحسين وتقليل السمنة وتزويد الأشخاص الذين يعانون من البدانة  بأدوات التمكين الذاتي (أي أدوات تعطيهم خبرة في مجال التقليل من وزنهم) من خلال التعليم العام والدعوة للمشاركة والنقاش ودعم الأعضاء.

### التاريخ
تأسست NAAFA في عام 1969 من قبل بيل فابري (Bill Fabrey) في روتشستر، نيويورك (Rochester, New York) باسم «الرابطة الوطنية لمساعدة الأمريكيين من التخلص من الدهون». في سنواتها الأولى، كانت الأنشطة الاجتماعية وحملات كتابة الرسائل جزءًا رئيسيًا من المنظمة. ومع تحول المنظمة أكثر نحو النشاط السياسي، تغير الاسم خلال الثمانينيات.
(NAAFA) -  لديها مؤتمر وطني سنوي في الصيف، والذي عادة ما يتناوب بين السواحل الشرقية والغربية. في عام 2008 قدموا «مجموعة أدوات التنوع حجم NAAFA»  لتثقيف الشركات حول قضايا جودة الحياة.كجزء من حملتها المستمرة،
- تعارض (NAAFA) أيضًا سياسات شركات الطيران بشأن فرض رسوم على الأشخاص السمينين لكل مقعد يستخدمونه.

### في الثقافة الشعبية
- عرض بين وتيلر ((NAAFA)(Penn and Teller (في حلقة بعنوان «السمنة») في سلسلة Showtime Bullshit!) (مارس 24 2007).[4]
- (NAAFA) عرضت كمحاكاة ساخرة في المسلسل الهزلي المتحرك (Family Guy) باسم «الرابطة الوطنية للنهوض بالبدناء»
- NAAFA)) عرضت أيضا  كمحاكاة ساخرة في حلقة، Walking Big and Tall , The Simpsons ، مثل منظمة Big is beautiful.

### روابط خارجية
- Official website